# Viktor Petrovyč Brjuchanov
Viktor Petrovyč Brjuchanov (in ucraino Віктор Петрович Брюханов?; in russo Виктор Петрович Брюханов?; Tashkent, 1º dicembre 1935 – Kiev, 12 ottobre 2021) è stato un ingegnere elettrico sovietico di origini   uzbeke, noto per essere stato responsabile della costruzione della centrale nucleare di Černobyl'.

## Biografia
Dopo essersi laureato presso la Facoltà di Ingegneria Elettrica del Politecnico di Tashkent nel 1959, lavorò presso la centrale termoelettrica di Angren. 
Nel 1966 fu invitato a lavorare nella centrale elettrica del distretto di Slavjanskaja, dove lavorò fino al 1970 come vice capo, capo superiore e ingegnere. Nel periodo tra il 1970 e il 1986 fu eletto ripetutamente membro dell'ufficio politico del comitato regionale del PCUS di Kiev, di quello distrettuale di Černobyl' e del comitato cittadino di Pryp"jat'. Dall'aprile 1970 al luglio 1986 fu direttore della centrale nucleare di Černobyl'. Dopo l'incidente del 1986 fu rimosso dal posto di direttore.
Il 3 luglio 1986, con decisione del Politburo del Comitato centrale del PCUS "per gravi errori nel lavoro che ha portato a un incidente con gravi conseguenze", fu escluso dalle file del PCUS. Il 29 luglio 1988 la corte suprema dell'URSS lo riconobbe colpevole dell'incidente insieme ad Anatolij Djatlov e Nikolaj Fomin e lo condannò a dieci anni di lavori forzati, di cui ne scontò cinque. Dall'agosto del 1992 visse nel Distretto di Desna a Kiev. Dal febbraio 1992 fu un dipendente dell'impresa statale "Ukrinterenergo" addetta alla liquidazione delle conseguenze dell'incidente di Černobyl'. Nel dicembre 2015, al compimento degli 80 anni, Brjuchanov andò in pensione a causa di un calo della vista; soffrì anche due infarti, seguiti da un altro nel 2016.
In un'intervista del 2006, dopo 20 anni di silenzio, riconobbe di essere stato colpevole dell'incidente.
Brjuchanov è morto a Kiev il 13 ottobre 2021, all'età di 85 anni. La causa ufficiale della morte non è stata comunicata; Brjuchanov aveva una forma grave di malattia di Parkinson, oltre ad aver subito una serie di ictus nel 2015 e nel 2016.

## Onorificenze
- Medaglia "Veterano del lavoro"
- Ordine della Bandiera rossa del lavoro (1978)
- Medaglia commemorativa per il giubileo dei 100 anni dalla nascita di Vladimir Il'ič Lenin (1980)
- Ordine della Rivoluzione d'ottobre (1983)

## Nei media
È stato interpretato da Con O'Neill nel 2019 nella miniserie televisiva Chernobyl, prodotta dalla HBO.